# Francis James Grimké
Pour les articles homonymes, voir Grimké.
Francis James Grimké (10 octobre 1850– 11 octobre 1937) est un pasteur presbytérien américain de Washington (district de Columbia), qui fut l'un des grands avocats de l'égalité entre les races aux États-Unis. Actif dans le Niagara Movement, il fut l'un des fondateurs de la National Association for the Advancement of Colored People (NAACP) in 1909.

## Biographie

### Jeunesse
Francis Grimké était le deuxième des trois fils qu'avaient eu Henry Grimké, un planteur blanc d'une grande famille de Charleston (Caroline du Sud), et Nancy Weston, une femme esclave métisse. Ce couple s'était formé après le veuvage d'Henry Grimké et avait quitté la ville pour s'installer dans la plantation où la famille aurait davantage d'intimité. La relation familiale était paisible et Henry et Nancy donnèrent à leurs trois enfants, Archibald (en), Francis et John, leurs premières leçons de lecture et d'écriture.
Paradoxalement, parmi les enfants du premier lit d'Henry Grimké, deux de ses filles, Sarah Grimké et Angelina Grimké, étaient devenues des militantes abolitionnistes de premier plan et avaient déménagé vers le Nord des États-Unis pour y rejoindre d'autres abolitionnistes. Les autres enfants d'Henry Grimké avaient assuré la continuité de la plantation et rempli leurs rôles de planteurs et propriétaires d'esclaves, comme cela était attendu de la part d'une importante famille d'esclavagistes de Charleston.

### Années difficiles (1852-1868)
Henry Grimké meurt en 1852. Peu avant sa mort, Henry essaya de protéger sa deuxième famille en léguant Nancy, enceinte de leur troisième enfant, et leurs deux fils Archibald et Francis à son fils et héritier Montague Grimké, né de son premier mariage. Il demandait dans son testament qu'ils soient "traités comme des membres de la famille".
La sœur et l'exécuteur testamentaire d'Henry, Eliza, ramena la famille à Charleston et leur permit de vivre comme s'ils étaient libres, mais sans les aider financièrement. Nancy Weston travailla dans une blanchisserie et fit encore d'autres travaux ; quand les garçons furent assez grands, ils fréquentèrent une école publique avec des Noirs libres. Toutefois, en 1860, Montague Grimké les "revendiqua comme esclaves", ramenant les garçons chez lui comme domestiques. Plus tard, il loua Archibald et Francis à d'autres propriétaires. Pendant la Guerre de Sécession, Francis s'enfuit et travailla comme valet pour un officier de l'Armée confédérée affecté au Château Pinckney, une prison pour soldats nordistes. Puis Francis fut identifié et emprisonné pendant un certain temps avant d'être renvoyé à Montague Grimké, qui le vendit à un autre officier confédéré. Archibald s'enfuit et resta caché pendant deux ans chez des parents jusqu'après la fin de la guerre civile. Montague ne fit jamais aucun effort pour subvenir convenablement aux besoins de ses demi-frères ou de leur mère.
Après la fin de la Guerre de Sécession, les frères Grimké et leur mère connurent des années difficiles, faute de moyens financiers. Francis et Archibald furent inscrits à l'école de Morris Street, qui fait partie des écoles publiques de Charleston fréquentées par les affranchis, un système mis en place pour la première fois pendant la période de la reconstruction par un corps législatif biracial à dominante républicaine. Leurs talents y furent reconnus par les enseignants et les frères furent encouragés à poursuivre leurs études. Francis est ensuite parti dans le Nord où il a d'abord logé chez un certain John Brown à Stoneham (Massachusetts), puis chez un certain M. et Mme Lyman Dyke. Les frères ont ensuite été parrainés par une Mme Pillsbury, belle-sœur de Parker Pillsbury (en), pour des études à la Lincoln University, établie en Pennsylvanie pour permettre aux Noirs d'accéder à l'enseignement supérieur. Ils étaient aidés par un comité de l'église pour leurs frais de scolarité, mais n'avaient pas d'argent pour acheter des livres ou des vêtements.
En 1868, Angelina Grimké découvrit fortuitement l'existence de ces trois neveux métis. Les accueillant dans la famille, elle et sa sœur Sarah s'employèrent à fournir les fonds nécessaires à leur éducation. John, le plus jeune, ne s'intéressa pas aux études et revint dans le Sud pour y vivre auprès de sa mère. Francis et Archibald sortirent en revanche tous deux diplômés de l'Université Lincoln en 1870. Francis put ensuite s'inscrire au Princeton Theological Seminary dont il obtint le diplôme en 1878. Francis Grimké est alors consacré pasteur presbytérien.

### Mariage et famille
En décembre 1878, Francis Grimké se marie avec Charlotte Forten, abolitionniste, enseignante et diariste. Charlotte était la petite-fille de James Forten, un membre éminent de l'élite des Noirs libres de Philadelphie. Parmi ses connaissances se trouvaient de nombreux membres du mouvement abolitionniste national, dont William Lloyd Garrison, Sarah Parker Remond, John Whittier, et Wendell Phillips. Charlotte avait 41 ans et Francis avait environ 13 ans de moins quand ils se sont mariés. En 1880, ils eurent une fille, Theodora Cornelia, qui mourut en bas âge.

### Carrière
Le pasteur Francis Grimké a commencé son ministère à l'église presbytérienne de la 15e rue à Logan Circle, Washington, une importante congrégation afro-américaine. Il a dirigé cette congrégation jusqu'en 1885 et a été actif dans toute la communauté de Washington. Il s'installe ensuite à l'église presbytérienne de Woodlawn en novembre 1886 mais en janvier 1889, il revient à sa première paroisse.
Son frère aîné Archibald a été nommé consul des États-Unis en République dominicaine de 1894 à 1898. Pendant ce temps, la fille d'Archibald, Angelina Weld Grimké est restée avec Francis Grimké et son épouse. Angelina est par la suite devenue enseignante et écrivaine et militante de premier plan.
Francis a participé à la réunion du 5 mars 1897 pour célébrer la mémoire de Frederick Douglass qui a fondé la American Negro Academy (en) dirigée par Alexander Crummell. Il est devenu le trésorier fondateur de l'organisation, agissant en cette qualité jusqu'en 1919. Il a joué un rôle actif parmi les universitaires, les rédacteurs en chef et les militants de cette première grande société savante afro-américaine, qui a réfuté l'érudition raciste, promu les revendications des Noirs à l'égalité individuelle, sociale et politique, et étudié l'histoire et la sociologie de la vie afro-américaine.
À l'exception d'un séjour de quelques années à l'église presbytérienne Laura St. Presbyterian Church (maintenant connue sous le nom de Woodlawn Presbyterian Church) à Jacksonville (Floride), le pasteur Grimké a continué à diriger l'église presbytérienne de la Fifteenth Street à Washington, DC, jusqu'en 1928. Il meurt en 1937, plus de vingt ans après le décès de son épouse Charlotte.